# Plachy-Buyon
Plachy-Buyon é uma comuna francesa na região administrativa de Altos da França, no departamento de Somme. Estende-se por uma área de 10,13 km². Em 2010 a comuna tinha 875 habitantes (densidade: 86,4 hab./km²).